# 香雪球
香雪球（学名：Lobularia maritima），为十字花科香雪球属下的一个种。